# Heizungsregler

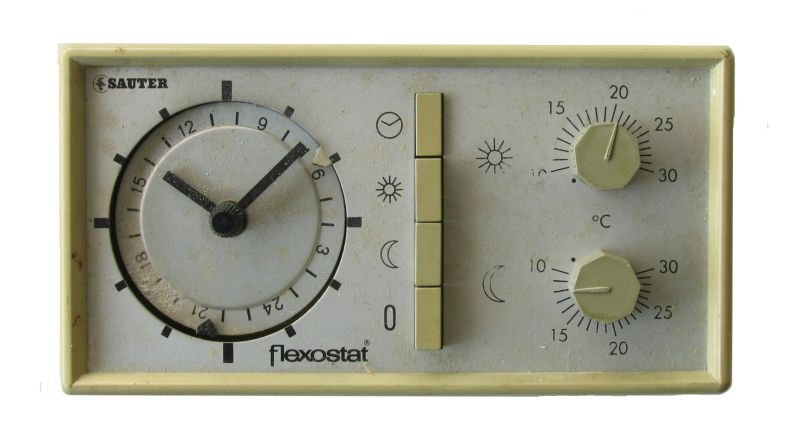
Raumtemperaturregler aus dem Jahre 1967

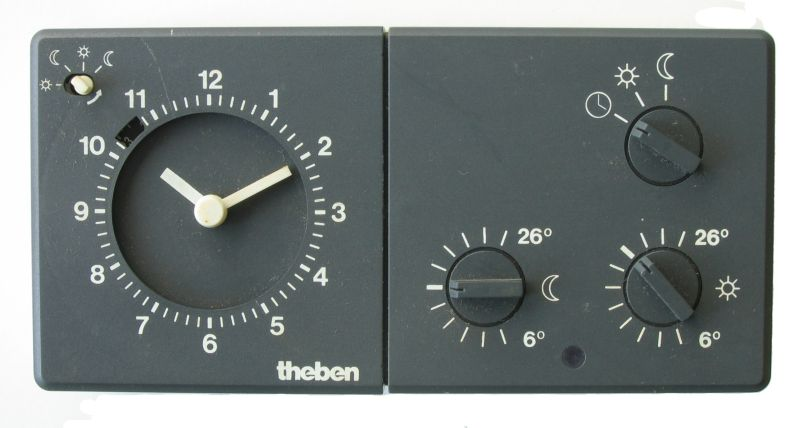
Typischer Raumtemperaturregler aus den 1980er Jahren

Ein Heizungsregler ist ein Gerät zur Regelung von Heizungsanlagen mit dem Ziel, eine vorgewählte Raumtemperatur in allen versorgten Räumen konstant zu halten.
Richtig eingesetzte und eingestellte Heizungsregler sorgen für einen energiesparenden Heizbetrieb.
Diese Regler sind in der Lage, die Systemtemperaturen bei Warmwasserheizungen (Vorlauftemperatur, Rücklauftemperatur) abhängig vom Bedarf zu verändern. Damit wird eine Überversorgung vermieden, die Verteilungsverluste werden minimiert und die Energieeffizienz moderner Wärmeerzeuger gesteigert (Brennwertgeräte, Wärmepumpenheizungen, Solaranlagen).
Darüber hinaus bieten sie zeitabhängige Eingriffsmöglichkeiten, wie Abwesenheitsbetrieb, Nachtabschaltung oder Nachtabsenkung, sie sorgen beim Erreichen der Heizgrenze für das Abschalten der Heizungsanlage.
Die Energieeinsparverordnung (§ 14) verlangt in Deutschland für zentrale Heizungsanlagen (also solche Heizungsanlagen, welche die Wärmeerzeugung und Wärmeabgabe auf verschiedene Geräte aufteilen und mindestens zwei Räume mit Wärme versorgen) entweder eine raumtemperaturgeführte oder außentemperaturgeführte Regelung sowie eine Schaltuhr.

## Regelungsarten

### Raumtemperaturgeführte Regelung

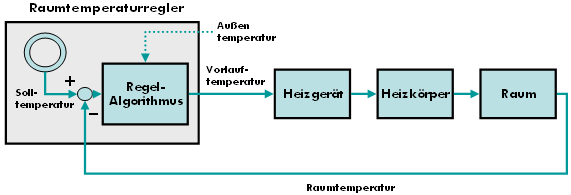
Blockschaltbild einer Heizungsregelung. Im Heizgerät befindet sich eine weitere Regelung, die die (vom Regler oder manuell) angeforderte Vorlauftemperatur konstant hält.

Technisch bildet der Heizungsregler eine Regelkreisstruktur, bestehend aus Heizgerät, Heizkörper und dem zu beheizenden Raum. Die aktuelle Raumtemperatur entspricht der Regelgröße, die beeinflusst werden soll. Die Differenz zwischen dem Wert der Regelgröße und ihrem Sollwert, also der gewünschten Raumtemperatur, ergibt die Regeldifferenz. Aus dieser ermittelt der Heizungsregler die Vorlauftemperatur als Stellgröße für das Heizgerät.
Vorteile:
- bei konstanten Fremdwärmeeinflüssen auf den Führungsraum, schnelle Reaktion auf Fremdwärmeeinflüsse in den anderen Räumen
- Heizgerät und Heizungspumpe laufen idealerweise nur, wenn zumindest in einem Raum ein tatsächlicher Wärmebedarf besteht.

Nachteile:
- Temperaturregelung der Wohnräume erfolgt in Abhängigkeit vom Führungsraum
- Unterversorgung von Räumen bei schlechter Abstimmung des Führungsraumes oder schwankenden Fremdwärmeeinflüssen auf diesen
- bei ungenügender Wärmedämmung (vor allem in den Nicht-Führungsräumen) oder bei unterschiedlicher Ausrichtung der Räume keine bedarfsgerechte Wärmeversorgung
- Führungsraum muss dauernd beheizt werden, sonst ist keine Stetigregelung möglich.
- ist der Führungsraum stark ausgekühlt (etwa nach Urlaub), braucht er unter Umständen länger, um sich aufzuheizen
- Nutzungs-/Lageabhängig sind eventuell häufigere Benutzereingriffe notwendig, wenn z. B. Sonnenschein den Führungsraum erwärmt und dadurch andere Räume unterversorgt werden
- ungeeignet für größere Objekte und Mehrfamilienhäuser

Reglertypen unterscheiden sich anhand der Stellgröße bzw. wie diese gefahren wird.

#### Reglertypen
- manuelle Regelung: wird auf einen externen Regler verzichtet, kann die Vorlauftemperatur durch einen Drehregler am Gerät selbst eingestellt werden. In diesem Fall muss die Regelerstellung dem aktuellen Wärmebedarf und persönlichen Empfinden manuell angepasst werden.

- 2-Punkt-Regler: Die Vorlauftemperatur kann nur zwei Werte annehmen: entweder den am Geräte-Drehregler eingestellten Maximalwert (Heizgerät ein) oder den Minimalwert (Heizgerät aus). Technisch wird dies meist mit einem Bimetall realisiert.

Die Stellgröße wird durch einen Temperaturfühler ermittelt. Solche einfachen Bimetallregler finden heute meist nur noch Anwendung, wenn ein häufiges Ein- und Ausschalten (Takten) keinen übermäßigen Verschleiß der Heizgeräte verursacht, z. B. bei Elektroheizungen.
Eine präzisere Regelung der Raumtemperatur erreicht man durch eine Kaskadenregelung. Anstatt die Heizleistung vom Heizungsregler direkt zu regeln, wird die Regelstrecke in einfacher zu regelnde Teilstrecken unterteilt:

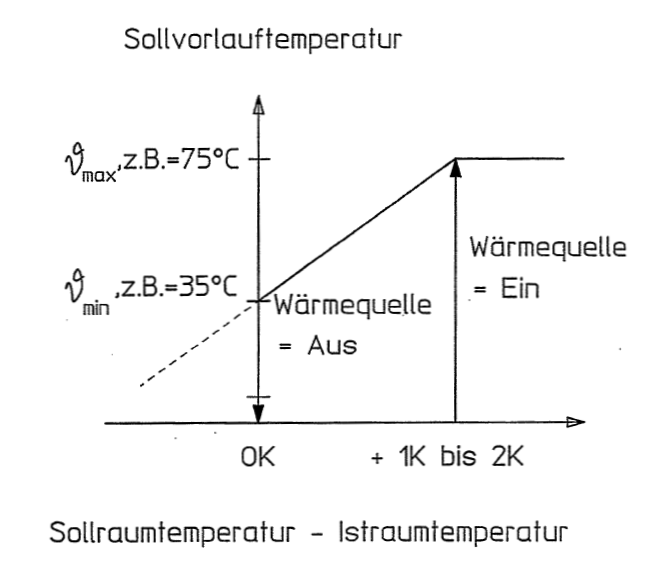
Vorlauftemperatur in Abhängigkeit von der Regeldifferenz bei Stetigregelung

- Temperaturfühler, Thermostat: Aus der Differenz zwischen gewünschter Raumtemperatur und Istwert (Regeldifferenz) ermittelt der Heizungsregler die Stellgröße Vorlauftemperatur (Führungsregelung). Diese dient als Sollwert des nachgeschalteten Folgereglers im Heizgerät, dieser wiederum regelt die Vorlauftemperatur des Heizungswassers.

- Stetigregler: Als stetige Stellgröße kann die Vorlauftemperatur kontinuierliche Werte zwischen Minimal- und Maximalwert annehmen. Eine Stetigregelung ist in der Regel nur dann sinnvoll, wenn die Leistung des Heizgerätes annähernd auf den aktuellen Wärmebedarf des Gebäudes angepasst werden kann. Ansonsten kommt es zu starken Überschwingungen der Vorlauftemperatur, die allein durch Modulation der Heizleistung nicht mehr ausgeglichen werden können. In der Folge kommt es zu häufigen Brennerstarts („Takten“), wodurch kein optimal wirtschaftlicher Betrieb gewährleistet ist. In diesem Fall wird die Zweipunkt-Regelung empfohlen, um längere Brennerlaufzeiten zu erreichen. Viele Heizungsregler können zwischen Zweipunkt- und Stetigbetrieb umgeschaltet werden.
- Digitaler Regler: Die Temperatur wird hier digital eingestellt und durch Software gesteuert. Hiermit kann man die Temperatur zum Teil auf ein Zehntel Grad genau einstellen.

#### Auswahl eines Führungsraums
Bei Verwendung heutiger raumtemperaturgeführter Heizungsregler wird die Aktivität des Heizgerätes nur von den Temperatur-Verhältnissen eines Raumes – dem sog. Führungs- oder Leitraum – einer zentral versorgten Raumgruppe abhängig gemacht. Ist die Solltemperatur dieses Raumes erreicht, schaltet das zentrale Heizgerät ab und somit auch alle anderen Heizkörper. Damit dennoch alle Räume ausreichend mit Heizleistung versorgt sind, wird als Führungsraum ein Raum gewählt, der im Allgemeinen die größte Heizleistung benötigt, auch noch nach Berücksichtigung von Fremdwärmeeinflüssen wie z. B. TV, Computer, Menschen, Tieren, Sonneneinstrahlung etc. Eine große Heizleistung benötigen etwa Räume, die mehrere (schlecht gedämmte) Außenwände haben (oder große Fensterflächen mit schlechtem Dämmwert), die an den unbeheizten Keller oder Dachraum grenzen, in denen im Winter viel gelüftet wird oder die auf eine erhöhte Temperatur gebracht werden sollen.
Die Platzierung des Temperaturfühlers ist ebenfalls zu berücksichtigen. Sensoren sollten nicht an kalten Außenwänden oder in unmittelbarer Nähe von Wärmequellen sitzen.
Gewöhnlich werden Heizkörper-Dimensionen passend zum beheizten Raum gewählt, sodass sich alle Räume einer zentral beheizten Raumgruppe meist ähnlich schnell aufheizen (sofern keine erheblichen Fremdwärmeeinflüsse vorhanden sind). Daher existiert in einer zentral versorgten Raumgruppe auch selten ein Raum, der stets noch länger zum Aufheizen braucht, als die anderen Räume (wenn die Heizkörperventile auf gleicher Stufe stehen). In diesem Fall kann das notwendige Leistungsgefälle künstlich hergestellt werden, indem die Leistung des Heizkörpers im Führungsraum „gebremst“ wird, sodass zur Aufheizung des Raumes mehr Zeit benötigt wird.
Die Drosselung des Wasserdurchflusses der Heizkörper im Führungsraum geschieht vorzugsweise über einstellbare Rücklaufverschraubungen oder voreinstellbare Thermostatventile. Idealerweise werden Thermostatventile in diesem Raum ganz geöffnet, damit es nicht zu Rückkopplungseffekten kommt.
In den anderen Räumen kann die gewünschte Temperatur dann mit den üblichen Thermostatventilen eingestellt werden.
Ein Vorteil bei der künstlichen Herstellung des Führungsraumes ist, dass meist aus mehreren Räumen eine Auswahl getroffen werden kann. So können auch Aspekte, wie ein besonders günstiger Montageort des Regelgeräts, berücksichtigt werden.

### Außentemperaturgeführte Regelung

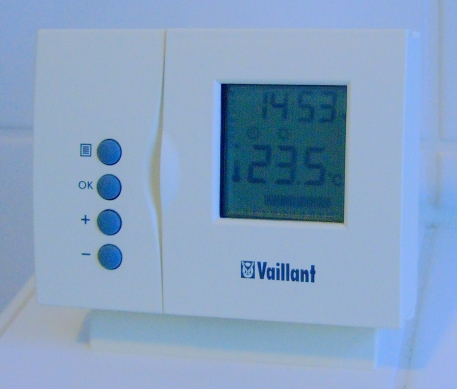
Raumtemperaturregler mit Funkübertragung. Am unteren Rand der Anzeige ist die Darstellung der Heiz- und Absenkzeiten zu erkennen

Die aktuell gemessene Außentemperatur eignet sich ebenfalls als Führungsgröße für die Heizungsregelung. Bei der witterungsgeführten Regelung wird aus dem Messwert für die Außentemperatur mit Hilfe einer so genannten Heizkurve die passende Vorlauftemperatur ermittelt. Diese wiederum dient als Sollwert für die Kesseltemperaturregelung im Heizgerät. Die Heizkurve wird definiert durch Steilheit und Parallelverschiebung und muss manuell an das jeweilige Gebäude angepasst werden. Bei der witterungsgeführten Steuerung ist zusätzlich die Verwendung von Thermostatventilen an den Heizkörpern sinnvoll, um eine konstante Raumtemperatur zu gewährleisten.
Eine sorgfältige Einstellung der Heizkurve ist notwendig, um das Energieeinsparpotenzial zu nutzen.
Vorteile:
- Keine Abhängigkeit von Referenzräumen, deshalb Standard bei größeren Objekten
- benutzerfreundlich

Nachteile:
- ohne Außentemperaturkompensation zu schnelle Anpassung der Vorlauftemperatur bei Außentemperaturschwankungen
- innere Fremdwärmeeinflüsse bleiben eventuell unberücksichtigt

#### Außentemperaturkompensation
Mit dieser Maßnahme soll der Nachteil der zu schnellen Anpassung der Vorlauftemperatur verbessert werden. Besonders bei gut gedämmten Gebäuden oder bei hohen Gebäudemassen ist dies sinnvoll.

#### Raumtemperaturaufschaltung
Eventuell sinnvoll für Einzelobjekte. In diesem Fall errechnet der Heizungsregler aus den Messwerten für Außen- und Raumtemperatur den Sollwert für die Vorlauftemperatur, Fremdwärmeeinflüsse werden dabei erfasst. Bei Flächenheizungen ist dies unnötig, da diese einen sogenannten Selbstregelungseffekt besitzen.

### Regelung über Differenz Vorlauf-/Rücklauftemperatur der Heizung
Diese Art der Regelung macht sich die Tatsache zunutze, dass bei einem erhöhten Wärmebedarf die Rücklauftemperatur bei gleichbleibender Vorlauftemperatur sinkt. Der Regler erhöht daraufhin die Vorlauftemperatur.
Vorteile:
- Keine Ermittlung der Heizkurve mehr notwendig, keine Benutzereingriffe notwendig. Raum- und Außentemperaturfühler entfallen. Fremdwärmeeinflüsse werden erfasst. Bei Heizkesseln mit gleitenden Temperaturen werden unnötige Brennerstarts vermieden.

 Nachteile:
- Die Heizungsanlage benötigt einen sorgfältigen hydraulischen Abgleich, da sonst der Regler die Temperaturdifferenz zwischen Vorlauf und Rücklauf nicht korrekt verarbeitet.
- Weisen einzelne Räume z. B. durch ständiges Lüften einen erhöhten Wärmeverbrauch auf, reagiert die Rücklaufregelung durch Erhöhung der Vorlauftemperatur. Hierbei werden alle Räume mit erhöhter Vorlauftemperatur beheizt. Dies kann zu einer Aufhebung der zentralen Nachtabsenkung und infolgedessen zu einem steigenden Energieverbrauch führen.

## Weitere Merkmale eines Heizungsreglers

### Arten der Signalübertragung
Heizungsregler sind gewöhnlich mit einer 2-Draht- (beim Thermostat) oder einer 3-Draht-Leitung mit dem Heizgerät verbunden. Für den Fall, dass eine solche Leitung nicht vorhanden ist oder eine flexiblere Aufstellung des Reglers gewünscht wird, sind Regler mit Funkübertragung auf dem Markt.

## Überprüfung des Heizungsreglers
Mit einem Temperatur-Feuchte-Datenlogger ist es sehr einfach, über längere Zeiträume das Regelverhalten von Heizungsanlagen zu überprüfen. Der Datenlogger zeichnet die Temperatur des Wohnraums auf. Wird der Datenlogger direkt auf dem Heizkörper platziert, zeichnet er den Verlauf der Vorlauftemperatur auf. Die Daten werden über USB-Schnittstelle auf den PC übertragen und von der beigefügten Software angezeigt.